# Frida in Diego Rivera
Frieda in Diego Rivera (špansko Frieda y Diego Rivera) je oljna slika iz leta 1931 mehiške umetnice Fride Kahlo. Ta portret je nastal dve leti po poroki Fride Kahlo in Diega Rivere in na splošno velja za poročni portret.
Slika prikazuje Kahlo, ki stoji poleg svojega moža in soumetnika Rivere. Rivera, upodobljen kot slikar, v desni roki drži paleto in štiri čopiče, Kahlo pa nagne glavo proti njemu. Oba gledata proti gledalcu, ne nasmejana. Kahlo z levo roko drži svoj svetlo rdeč šal. Rivera in Kahlo se držita za roke na sredini portreta. Rivera je fizično veliko večji od Kahlo. Golob ali golobica v zgornjem desnem kotu nosi transparent z napisom: Aquí nos veis, a mí, Frida Kahlo, junto con mi amado esposo Diego Rivera. Pinté estos retratos en la bella ciudad de San Francisco, California, para nuestro amigo Mr. . Albert Bender y fue en el mes de abril del año 1931 ('Tukaj naju vidiš, jaz, Frieda Kahlo, z mojim najdražjim možem Diegom Rivero. Te slike sem naslikala v čudovitem mestu San Francisco, Kalifornija, za našega spremljevalca g. Alberta Bender, in to je bilo v mesecu aprilu leta 1931'.) Delo je naročil Albert M. Bender, zbiralec umetnin in podpornik Rivere.
Obstaja veliko interpretacij dela. Hayden Herrera, avtor knjige Frida: A Biography of Frida Kahlo (1983), interpretira delo preprosto kot Kahlo, ki prikazuje sebe kot ženo velikega umetnika Rivere. Drugi avtorji, kot je Margaret Lindauer, raziskujejo širši kontekst, v katerem je bilo delo ustvarjeno. Pasica podpira Lindauerjevo interpretacijo, ker postavlja Kahlo v vlogo producentke/profesionalne umetnice.
Leta 1936 je Bender dal sliko San Francisco Museum of Modern Art (SFMOMA) v San Franciscu v Kaliforniji, kjer je del stalne zbirke in je na splošno na ogled javnosti.